# Jurij Janowski
Jurij Janowski, ukr. Юрій Яновський (ur. 27 sierpnia 1902 we wsi Majerowo w guberni chersońskiej, obecnie Neczaiwka w rejonie kompanijiwskim obwodu kirowohradzkiego), zm. 25 lutego 1954 w Kijowie) – poeta i prozaik ukraiński.

## Życiorys

### Dzieciństwo i pierwsze lata młodzieńcze
Urodził się w ukraińskiej rodzinie szlacheckiej Gogolów-Janowskich herbu Jastrzębiec (prapraprapradziadek Jurija – Demjan Janowski był również pradziadkiem Nikołaja Gogola).
Wraz z rodziną przeniósł się do Jelizawietgradu. Przez jakiś czas – kawalerzysta Armii Czynnej Ukraińskiej Republiki Ludowej. W 1919 r. ukończył szkołę realną, potem pracował i uczył się w Technikum Mechanicznym.

### Lata 20. i 30.
W latach 1922–1925 studiował w Akademii Politechnicznej w Kijowie (studiów nie ukończył). Podczas studiów współpracował z grupą kijowskich panfuturystów (na Politechnice założył również gazetę, której był redaktorem i dziennikarzem), a także z teatrem im. H. Mychajłyczenki. W latach 1925–1926 pracował w studiu filmowym w Odessie jako redaktor artystyczny (pisał m.in. scenariusz do filmu Fata morgana (Фата моргана) na podstawie opowiadania M. Kociubińskiego). Od 1927 r. mieszkał w Charkowie, a od 1939 r. – w Kijowie.
Należał do ugrupowań artystycznych: Wolna Akademia Proletariackiej Literatury (Вільна академія пролетарської літератури), Październik (Жовтень), Prolitfront (Політфронт) czy Komunkult. Podczas II wojny światowej pracował jako redaktor naczelny czasopisma „Literatura Ukraińska” (Українська Література); od 1946 – „Ojczyzna” (Вітчизна), a także jako korespondent wojenny (w 1945 r. bierze udział, jako korespondent, w procesie norymberskim, efektem czego był cykl reportaży Łysty z Niurnberha (Листи з Нюрнберга) opublikowany w 1946 r.).
Debiutował w 1922 r. rosyjskojęzycznym wierszem More (Море), za jego debiut w języku ukraińskim uważany jest wiersz Dzwin (Дзвін), wydrukowany w kijowskiej gazecie „Bilszowyk” (Більшовик), niedługo potem Janowski stworzył również swoje pierwsze opowiadania – A potim nimci tikały (А потім німці тікали) oraz Otaman Wyszywanyj (Отаман Вишиваний), w których przedstawione zostały wydarzenia wojny domowej.
Za życia wydał tylko jeden tomik poezji – Prekrasna Ut (Прекрасна Ут, 1928). Do poezji powracał jednak przez całe życie (wiersze napisane po 1928 r. wydrukowano dopiero po śmierci pisarza), ale w świadomości czytelniczej funkcjonował przede wszystkim jako prozaik.
W 1925 r. wydane zostały cztery nowele pod wspólnym tytułem Mamutowi bywni (Мамутові бивні; nowele opisują wydarzenia wojny domowej na Ukrainie), a w 1927 r. kolejny zbiór nowel – Krow zemli (Кров землі). Dopiero jednak powieść Majster korablia (Майстер корабля, 1928) utrwaliła jego pozycję w literaturze. Powieść ma formę pamiętnika znanego i szanowanego radzieckiego reżysera filmowego To-Ma-Ki (Towarzysz Mistrz Kina), którego postać była aluzją do znakomitego reżysera filmowego, współtwórcy narodowej kinematografii ukraińskiej, Ołeksandra Dowżenki. Kompozycja powieści jest dość luźna, składają się na nią: fragmenty listów, wstawki nowelistyczne, opisy budowy okrętu, wiersze, morskie pejzaże. Właśnie dzięki tej pozornej fragmentaryczności kompozycyjnej utwór staje się hymnem na cześć ludzkiej pracy, rąk ludzkich, o których autor pisze, że są jakby „dodatkiem do ludzkiego rozumu”. W powieści można zauważyć wpływ takich prozaików jak: Gogol, Conrad czy Dos Passos.
W 1930 r. ukazała się powieść Czotyry szabli (Чотири шаблі), w której prozaik przedstawiał zrewolucjonizowany żywioł chłopski na Ukrainie. O rewolucji i wojnie domowej na Ukrainie traktuje kolejna powieść Wersznyky (Вершники, 1935). Na utwór składa się osiem epizodów luźno powiązanych kompozycyjnie, rozdziały mają formę pieśni, każda z nich jest odrębną całością, mają wierszowaną formę, zbudowane są z krótkich zdań, silnie nacechowanych emocjonalnie; pojawia się tu cała grupa postaci autentycznych, historycznych oraz bohaterów fikcyjnych: zarówno pogromca armii Kołczaka, Michaił Frunze, czy rewolucjonista Artem, jak też hutnicy, kowale, komisarze polityczni, ludzie prości, bezimienni, różne Panasy, Iwany, Saszkowie, którzy przechodzą transformację w zwartą, zrewolucjonizowaną masę. Powieść wyszła jednocześnie w dwu wersjach językowych: ukraińskiej i rosyjskiej w ogromnym, jak na te czasy, dwustutysięcznym nakładzie i dziś stanowi jedno z klasycznych dzieł literatury ukraińskiej, tłumaczonych na wiele języków obcych (francuski przekład powieści w 1957 r. doczekał się entuzjastycznych recenzji w prasie paryskiej).
W 1937 r. została opublikowana romantyczna tragedia Duma pro Brytanku (Дума про Британку), na jej motywach M. Winhranowski nakręcił film, a W. Hubarenko stworzył operę; w 1938 r. – sztuka Potomky (Потомки); w 1940 r. – zbiór nowel Korotki istoriji (Короткі історії).

### II wojna światowa i okres powojenny
Podczas wojny Janowski był redaktorem czasopisma „Ukrainska literatura” (Українська література) oraz wojskowym korespondentem, również podczas procesu norymberskiego. Podczas wojny wydał również tragedię Syn dynastii (Син династії, 1942) oraz zbiór opowiadań Zemla bat’kiw (Земля батьків, 1944).
W 1949 r. Jankowski otrzymał Państwową Nagrodę ZSRR za cykl Kyjiwski opowidann’a (Київські оповідання, 1948). W 1947 r. opublikował powieść Żywa woda (Жива вода), która po licznych poprawkach i pod zmienionym tytułem Myr (Мир) wyszła jeszcze raz w 1956 r. – traktuje ona o losach ludności ukraińskiej w czasie wojny i wyzwolenia. W 1953 r., na kilka dni przed śmiercią pisarza, opublikowano sztukę Doczka prokurora (Дочка прокурора), przedstawiającą problem odpowiedzialności rodziców za moralną postawę potomstwa. Zmarł 25 lutego 1954 r.

## Wybrane dzieła
- Wersznyky (Вершники, 1935),
- Majster korablja (Майстер корабля, 1928),
- Czotyry szabli (Чотири шаблі, 1929),
- Krow Zemli (Кров землі; 1927, 1930),
  - Roman Ma (Роман Ма),
  - Mamutowi bywni (Мамутові бивні, 1925),
  - Istorija popilnyci (Історія попільниці),
  - W lystopadi (В листопаді),
  - Rejd (Рейд),
  - „Poworot” („Поворот),
- Korotki istoriji (Короткі історії),
  - Czerwonarm (Червонарм),
  - Czapaj (Чапай),
  - Szpyhun (Шпигун),
  - Romantyk (Романтик),
  - Hanna Antoniwna (Ганна Антонівна),
  - Wasyl Palijczuk, hucuł (Василь Палійчук, гуцул),
- Zemlja Batkiw (Земля батьків),
  - Diwczynka у winku (Дівчинка в вінку),
  - Henerał Makodzioba (Генерал Макодзьоба),
  - Did Danyło z „Socializmu” (Дід Данило з „Соціалізму”),
  - Marijka (Марійка),
  - Zapowit (Заповіт),
- Kyjiwski opowidannia (Київські оповідання),
  - Kyjiwska sonata (Київська соната),
  - Put u Franciju (Путь у Францію),
  - Dwi żinky (Дві жінки),
  - Dynastyczne pytannia (Династичне питання),
  - Try orły i mama (Три орли і мама),
- Nowa knyha (Нова книга),
  - Kazka (Казка),
  - Zymowyj deń (Зимовий день),
  - Na jarmarku (На ярмарку),
- Myr / Żywa woda (Мир / Жива вода, 1956 / 1948),
- Duma pro Brytanku (Дума про Британку, 1932),
- Doczka prokurora (Дочка прокурора).

## Tłumaczenia na język polski
- Jeźdźcy (oryg. Wersznyky), tł. Maria Dolińska, Lublin 1982,
- Opowiadania kijowskie (oryg. Kyjiwski opowidannia), tł. z ros. Eugenia Maciejewska, Warszawa 1950,
- Nowe opowiadania kijowskie (oryg. Kyjiwski opowidannia), tł. z ros. Józef Bielicki i Karolina Marska, Warszawa 1951.

Dzieła Janowskiego wyszły również, między innymi, w Bułgarii, Niemczech, Austrii, we Francji, Włoszech i na Węgrzech.